# Lijst van beschermd erfgoed in de gemeente Schengen
In deze lijst van beschermd erfgoed in de gemeente Schengen zijn alle geclassificeerde nationale monumenten van de Luxemburgse gemeente Schengen opgenomen.

## Monumenten per plaats

### Bech-Kleinmacher
| Object                                                            | Bouwjaar/architect | Locatie                                    | Datum beschermd?  | Coördinaten | Afbeelding |
| ----------------------------------------------------------------- | ------------------ | ------------------------------------------ | ----------------- | ----------- | ---------- |
| Oude boerderij                                                    |                    | op een plaats genaamd «Kuebeneck»          | 25 juli 1989 (IS) |             |            |
| Onderbouw van een Gallo-Romeinse grafkelder op een plaats genaamd |                    | op een plaats genaamd «Friedeschwingerten» | 6 april 1987 (IS) |             |            |

### Emerange
| Object | Bouwjaar/architect | Locatie | Datum beschermd?       | Coördinaten | Afbeelding |
| --- | ------------------ | ------- | ---------------------- | ----------- | ---------- |
| De laan van oude perenbomen «Neelchesbiren», die zich uitstrekt over een lengte van 1350 meter langs de landweg vanaf de kruising van de CR152 en 150, op het grondgebied van de gemeente Burmerange, tot in het noordnoordoosten op de kruising met een landweg uit Elvange, weg richting het westnoordwesten naar de kruising van de wegen rue Belle Vue, rue des Martyrs en rue Klenge-Park op het grondgebied van de gemeente Mondorf-les-Bains. |                    |         | 17 september 2001 (MN) |             |            |

### Remerschen
| Object                                                             | Bouwjaar/architect | Locatie                | Datum beschermd?     | Coördinaten | Afbeelding |
| ------------------------------------------------------------------ | ------------------ | ---------------------- | -------------------- | ----------- | ---------- |
| Laan van perenbomen aan de lokale weg tussen Remerschen en Elvange |                    |                        | 28 juli 1988 (MN)    |             |            |
| Kerk van Remerschen en het historische meubilair                   |                    |                        | 17 januari 1967 (IS) |             |            |
| Gebouwen                                                           |                    | route du Vin 88 et 88A | 30 april 2002 (IS)   |             |            |

### Schengen
| Object                                              | Bouwjaar/architect | Locatie       | Datum beschermd?     | Coördinaten | Afbeelding |
| --------------------------------------------------- | ------------------ | ------------- | -------------------- | ----------- | ---------- |
| Huis Koch                                           |                    |               | 20 maart 1967 (IS)   |             |            |
| De gotische toren van het oude Kasteel van Schengen |                    |               | 22 oktober 1986 (IS) |             |            |
| Gebouw                                              |                    | Waïstrooss 74 | 27 juni 2006 (IS)    |             |            |

### Schwebsange
| Object   | Bouwjaar/architect | Locatie         | Datum beschermd?   | Coördinaten | Afbeelding |
| -------- | ------------------ | --------------- | ------------------ | ----------- | ---------- |
| Gebouwen |                    | route du Vin 17 | 28 april 1987 (IS) |             |            |

### Wellenstein
| Object       | Bouwjaar/architect | Locatie                                       | Datum beschermd?       | Coördinaten | Afbeelding |
| ------------ | ------------------ | --------------------------------------------- | ---------------------- | ----------- | ---------- |
| Gebouwen     |                    | route de Mondorf/rue du Vieux Coin            | 26 september 2008 (MN) |             |            |
| Gebouwen     |                    | rue Sainte-Anne 4 en 6                        | 16 april 1984 (IS)     |             |            |
| Huis en tuin |                    | rue de la Chapelle 1 (am alen Eck-Gruethiehl) | 27 juni 2006 (IS)      |             |            |

## Bron
- Liste des immeubles et objets classés monuments nationaux ou inscrits à l'inventaire supplémentaire